# Just a Little Bit
"Just a Little Bit" – piosenka pop/R&B stworzona przez Eg White i Pam Sheyne na solowy, studyjny album brytyjskiej wokalistki pop Mutyi Bueny, Real Girl (2007). Utwór został wyprodukowany przez White'a oraz wydany jako trzeci singel z krążka dnia 22 października 2007 w Wielkiej Brytanii. "Just a Little Bit" miał swoją premierę na oficjalnej stronie internetowej artystki jednak już dnia 20 września 2007 piosenkę można było usłyszeć w brytyjskich rozgłośniach radiowych. Singla nie planuje się wydać na innych, światowych rynkach muzycznych ze względu na niskie zainteresowanie piosenką w rodzimym kraju wokalistki.
Teledysk do singla prezentuje wokalistkę śpiewającą w efektownie oświetlonym pomieszczeniu. Podczas trwania klipu kadry ukazują artystkę wykonującą również utwór razem ze swoim zespołem.

## Listy utworów i formaty singla
CD-maxi singel
1. Radio Edit (3:14)
2. Delio Decruz Mix (5:52)
3. Vito Benito Remix (8:32)
4. Kardinal Beats Remix (3:22)
5. Videoclip

12" Vinyl singel
1. Delio Decruz Mix (5:52)
2. Vito Benito Remix (8:32)
3. Kardinal Beats Remix (3:22)
4. Goldie Locks Remix (3:24)
5. Original Mix (3:17)

Inne remiksy:
- Desert Eagle Discs Remix (feat. Baby Blue) (4:20)
- Flukes Remix (2:08)
- Kardinal Beats Instrumental (3:25)
- Major Remix (feat. Mz. Bratt) (4:03)
- Witty Boy Remix (2:17)

## Pozycje na listach
| Lista (2007)     | Najwyższa pozycja |
| ---------------- | ----------------- |
| UK Singles Chart | 65                |